# Maslak

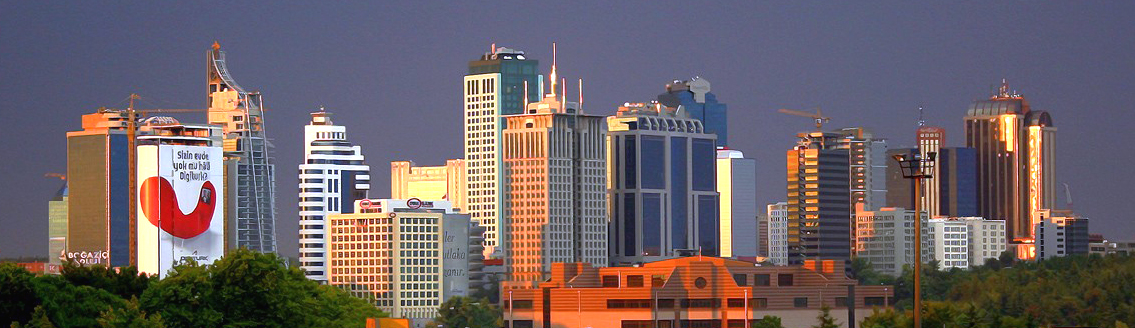
Maslak

Maslak es un barrio y una de las principales zonas de negocios de Estambul, Turquía, situado en la parte europea de la ciudad. Se trata de un enclave del municipio de Şişli, a pesar de estar muy al norte, y en realidad más cerca de los municipios de Beşiktaş y Sarıyer. El 18 de octubre de 2012 se aprobó la legislación por parte de la Comisión Interior del Parlamento Turco, la cual cambiaba la jurisdicción del barrio de  Şişli de vuelta a Sarıyer.
Maslak está en competencia directa con el cercano distrito de Levent para proyectos de rascacielos nuevos, la red del Metro de Estambul, que antes terminaba en la "4. Levent" se ha extendido a Maslak (Ayazaga) con una nueva estación que entró en servicio en enero del 2009, lo que aumentará el atractivo del distrito para futuros proyectos e inversiones.
En la actualidad, el rascacielos más alto completado en Maslak es el Sun Plaza de 38 pisos, mientras que el rascacielos más alto en construcción en Maslak (así como de Estambul y del resto de Turquía) es el Diamond of Istanbul, que consta de tres torres conectadas centralmente, la más alta de las cuales tendrá 53 pisos y alcanzará una altura de 270m.
El Diamond of Istanbul también será el primer rascacielos hecho de acero en Turquía, donde (a diferencia de los Estados Unidos) los costos de construcción de acero son mayores que con concreto. La razón para elegir al acero es su fuerza relativa en la resistencia a los terremotos (Estambul está situado a lo largo de una falla muy activa), mientras que el hormigón es más resistente al fuego.